# Cormac McCarthy
Cormac McCarthy (n. Charles McCarthy; n. 20 iulie 1933, Providence, SUA – d. 13 iunie 2023, Santa Fe, SUA) a fost un autor de romane american. McCarthy a primit, printre altele, Premiul Pulitzer și National Book Award.

## Biografie
Cormac a crescut în Knoxville, Tennessee deși s-a născut în Rhode Island. 
În anii 1950, McCarthy a studiat la Universitatea din Tennessee, înainte de a petrece 4 ani în aviația americană. A ales să nu își de a licența, ci să încerce o carieră de scriitor. Primele sale patru romane, începând cu „Paznicul livezii”(1965), au avut parte de recenzii bune, oferindu-i destule premii și burse pentru a putea continua scrisul, dar temele erau deseori întunecate îi aduceau probleme financiare.
McCarthy s-a căsătorit de trei ori. Prima căsătorie a fost cu colega sa, Lee Holleman (1961). Cuplul a avut un fiu, Cullen (n. 1962) Pe cea de-a doua soție, Anne DeLisle, a cunoscut-o pe nava de pasageri, unde ea era cântăreață. S-au căsătorit în 1966. McCarthy a locuit împreună cu a treia sa soție, Jennifer Winkley și împreună au avut un fiu, John Francis.
Cormac McCarthy a decedat pe 13 iunie 2023, la vârsta de 89 de ani, în locuința sa din Santa Fe.

## Premii
Este autorul a 10 romane, de diferite genuri. I-a fost acordat și Premiul Memorial James Tait Black pentru ficțiune pentru The Road (2006). Romanul său din 2005 No Country for Old Men a fost ecranizat în 2007, câștigând 4 premii Oscar, inclusiv pentru cel mai bun film.
- 1959, 1960 Premiul Ingram-Merrill
- 1965 Premiul Faulkner pentru The Orchard Keeper[31]
- 1965 Bursă de călătorie din partea American Academy of Arts and Letters
- 1969 Bursa Guggenheim
- 1981 Bursa MacArthur
- 1992 National Book Award for Fiction[32] și National Book Critics Circle Award pentru All the Pretty Horses
- 2006 Premiul Memorial James Tait Black pentru ficțiune și Premiul de Carte Believer pentru The Road
- 2007 Premiul Pulitzer pentru The Road[30]
- 2008 Premiul PEN/Saul Bellow

## Opere publicate

### Romane
- The Orchard Keeper (1965) ISBN 0-679-72872-4
- Outer Dark (1968) ISBN 0-679-72873-2
- Child of God (1973) ISBN 0-679-72874-0
- Suttree (1979) ISBN 0-679-73632-8
- Blood Meridian or the Evening Redness in the West (1985) ISBN 0-679-72875-9
- All the Pretty Horses (1992) ISBN 0-679-74439-8
- The Crossing (1994) ISBN 0-679-76084-9
- Cities of the Plain (1998) ISBN 0-679-74719-2
- No Country for Old Men (2005) ISBN 0-375-70667-4
- The Road (2006) ISBN 0-307-38789-5
- The Passenger (2022)[33]
- Stella Maris (2022)

### Proză scurtă
- Wake for Susan (1959)[34]
- A Drowning Incident (1960)[35]

### Scenarii
- The Gardener's Son (1976) ISBN 0-88001-481-4
- The Counselor (2012)[36]

### Piese de teatru
- The Stonemason (1995) ISBN 978-0-679-76280-5
- The Sunset Limited (2006) ISBN 0-307-27836-0